# Сеньски-Рудник
Сеньски-Рудник (серб. Сењски Рудник) — село в Сербии, в общине Деспотовац в Поморавском округе. Оно находится в 20 километрах от городов Деспотовац и Чуприя. Посёлок, самый старый шахтерский город в Сербии, называется по названию рудника, старейшей действующий угольной шахты в Сербии; созданная в 1853 году шахта отмечает начало промышленной революции в Сербии. С 2010 года силами Совета Европы и сербского министерства культуры запущен проект консервации комплекса рудника, который превратят в музей под открытым небом.

## История

### Поиск угля
О времени открытия угольных месторождений в этом регионе существует несколько версий, наиболее вероятную приводит Драгослав Пандурович (серб. Драгослав Пандуровић) в книге «100 лет рудника Сень (1853—1953)», где указывает, что уголь нашел его отец, Лазар Пандурович близ села Сенья в 1849 году. Он описывает необычные камни, называемые «нездоровыми», потому что его один из случайно попавших в огонь проявил «ярко-красные светящиеся массы», которые затем «превратилась в густой серый пепел». Лазарь был грамотным человеком, он отослал несколько образцов в Чуприю, а оттуда они были отправлены в Белград. Министерство народного хозяйства пригласило горного инженера Василия Божича (серб. Василија Божић) из Срема, в то время бывшего в составе Австро-Венгрии, и направило его на исследование.

### Открытие шахты
«Попечатељство финансија-рударско одељење» принял решение об открытии шахты, во главе с экспертом Василием Божичем, а проверяющим поставлен Лазар Пандурович. Новое месторождение называется «Майдан Александровац» по имени тогдашнего сербского князя Александра Карагеоргиевича. Название шахты сохраняется до отстранения Александра в 1858 году, а в 1860 году шахта была переименована.
Согласно письменным документам, первая отгрузка угля из Тополивницы в Крагуеваце состоялась 12 мая 1854 года, было отправлено 26 320 окка угля (примерно 33,7 тонн). Уголь в то время копали в сезон с весны до осени, работы в зимнее время прекращались. Анархические и непрофессиональные раскопки угля в первое время приводили к большим проблемам для шахтёров в связи с угрозой пожара: уже в 1856 году в тогдашней шахте вспыхнул пожар, который был потушен с большим трудом. Но, несмотря на все проблемы, уголь добывался, и было решено, что угольная промышленность должна развиваться. Именно поэтому в 1861 году было принято решение о строительстве возле шахте первых зданий для рабочих и склада для хранения угля.